# Viva Robin Hood
Viva Robin Hood (Rogues of Sherwood Forest) è un film del 1950 diretto da Gordon Douglas. Alan Hale aveva già recitato lo stesso ruolo in altri due film sulla leggendaria figura inglese e qui è alla sua ultima prova.

## Trama
Sorta di seguito apocrifo della saga di Robin Hood, quando il re Giovanni riprende a tassare e a vessare la popolazione, Robin, figlio del celebre brigante, ridà vita agli allegri compagni di Sherwood per dare una lezione al sovrano.

## Produzione
Il film fu prodotto da Fred M. Packard per la Columbia Pictures Corporation e venne girato dal 22 agosto al 29 settembre 1949 al Ray Corrigan Ranch di Corriganville, nella Simi Valley in California.

## Distribuzione
Distribuito dalla Columbia Pictures, il film venne presentato in prima il 21 giugno, uscendo poi nelle sale cinematografiche USA nel luglio 1950.

### Date di uscita
IMDb
- USA	21 giugno 1950	 (première)
- USA	luglio 1950
- Finlandia	25 agosto 1950
- Svezia	25 settembre 1950
- Giappone	3 gennaio 1951
- Danimarca	26 marzo 1951
- Francia	12 ottobre 1951
- Germania Ovest	21 dicembre 1951
- Portogallo	17 marzo 1952
- Austria	agosto 1952
- Spagna	25 marzo 1955	 (Madrid)
- Germania Est	27 dicembre 1974	 (prima TV)

Alias
- Rogues of Sherwood Forest	USA (titolo originale)
- Robin Hoods Vergeltung	Austria / Germania Ovest
- A Vitória de Robin dos Bosques	Portogallo
- De fredløses konge	Danimarca
- De wraak der geuzen	Belgio (titolo Fiammingo)
- De wraak van Robin Hood	Paesi Bassi (titolo informale letterale)
- Die Rache von Sherwood Forest	Germania Est (titolo TV)
- El temible Robin Hood	Spagna
- La Revanche des gueux	Belgio (titolo Francese)
- Le Fils de Robin des Bois	Francia
- Les Fils de Robin des Bois	Francia
- O kyriarhos ton dason	Grecia
- Robin Hoodin urhot	Finlandia
- Robin Hoods fiender	Svezia
- Robin Hoods seier	Norvegia (imdb display title)
- Viva Robin Hood!	Italia